# Contea di Leishan
La contea di Leishan (雷山县S, Léishān XiànP) è una contea della Cina, situata nella provincia del Guizhou e amministrata dalla prefettura autonoma miao e dong di Qiandongnan.